# 4451 Grieve
4451 Grieve је Марсов тројански астероид чија средња удаљеност од Сунца износи 2,602 астрономских јединица (АЈ).
Апсолутна магнитуда астероида је 12,2.